# Helmer Teleman
Evert Helmer Augustin Teleman, före 1939 Karlsson, född 28 augusti 1903 på Stamphult Norregård i Algutsboda, död 31 oktober 1991 i Läckeby i Åby församling, var en svensk folkskollärare, musiker (kantor), konsthantverkare och författare.

## Biografi
Som konstnär arbetade han främst i trä (träsnideri). Han finns bland annat representerad i Förlösa kyrka. Hans två böcker är självbiografiska, där han berättar om sin egen uppväxt på landsbygden utanför Nybro under tidigt 1900-tal.

### Familj
Teleman föddes som ett av åtta barn till lantbrukaren Otto Gottfrid Karlsson (född 1863) och Amanda Charlotta Karlsdotter (född 1871). År 1932 gifte han sig med Bessie Svensson. Han var far till Ulf Teleman, Stefan Teleman och Örjan Teleman. Den 31 mars 1939 godkändes Teleman i konselj som nytt släktnamn.